# Galenă
Galena (galenit) este un mineral din clasa sulfurilor cu un raport dintre metal și sulf de 1:1, ce cristalizează în sistemul cubic. Are formula chimică PbS, putând conține și până la 1 % argint. Galena are drept habitus cristale cubice, dar pot apărea și forme octaedrice, mai rar forma tabulară. Culoarea mineralului este cenușiu de plumb, cu luciu metalic. Duritatea mineralului este 2,5, iar densitatea este mare: 7,4 - 7,6 g/cm³.

## Varietăți
Singura varietate de galenă cunoscută până în prezent este "Steinmannitul".

## Răspândire

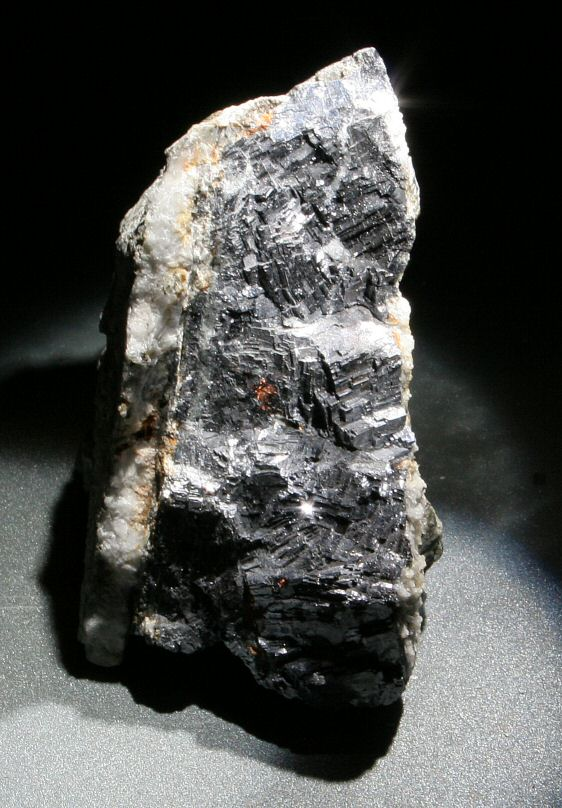
Galenit (galenă) cu suprafeţele de clivaj vizibile

Galena ia naștere în rocile metamorfice, sau roci magmatice bogate în sulfuri (sfalerit), asociate frecvent cu zăcămintele de cupru, sau roci calcaroase și dolomitice.
Răspândire în Germania: la Freiberg, Austria în Kärnten, Erzgebirge. În România este mai răspândit în bazinul minier Băița din județul Bihor, Baia Sprie și Cavnic din județul Maramureș.

## Istoric
Galena este unul dintre primele minerale care au fost exploatate din timpurile antice prin minerit. O astfel de exploatare este cunoscută încă din timpul Babilonului, mineralul fiind prețuit în timpul romanilor și în Egipt. În primele etape ale radiotehnicii mineralul a fost folosit ca înlocuitor al diodei de azi.

## Utilizare
Prin conținulul ridicat în plumb (87 %), galena este principalul minereu din care se extrage plumbul. În trecut galena era utilizată în Freiberg (Saxonia) și ca sursă de argint (până la 1 %). Această utilizare a galenei au aplicat-o coloniștii germani și în Băița, Bihor Transilvania. Galena a mai fost utilizată până recent ca demodulator în aparate detectoare (radio).

## Falsa

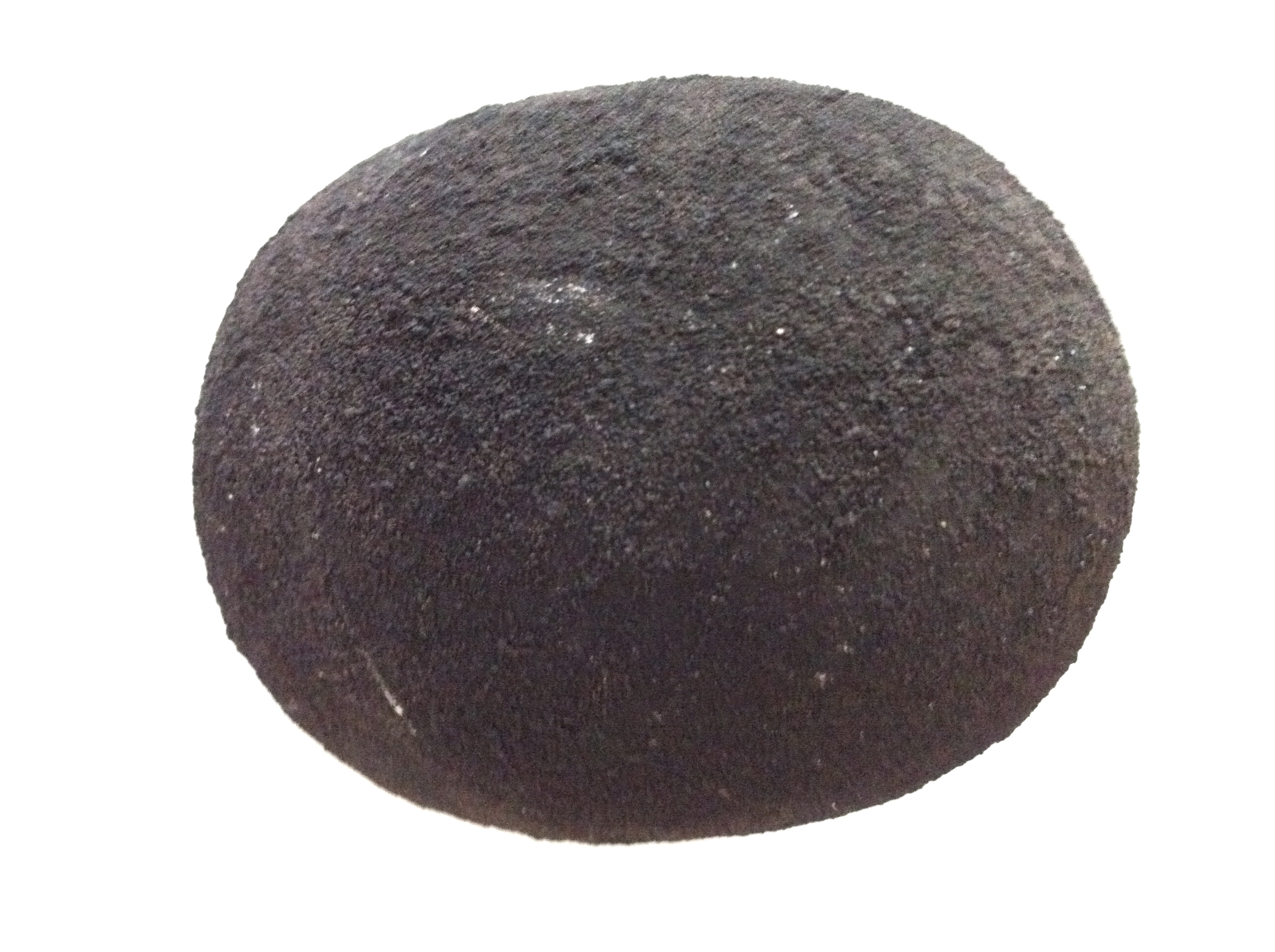
Fausse géode de galène complète (1/4)
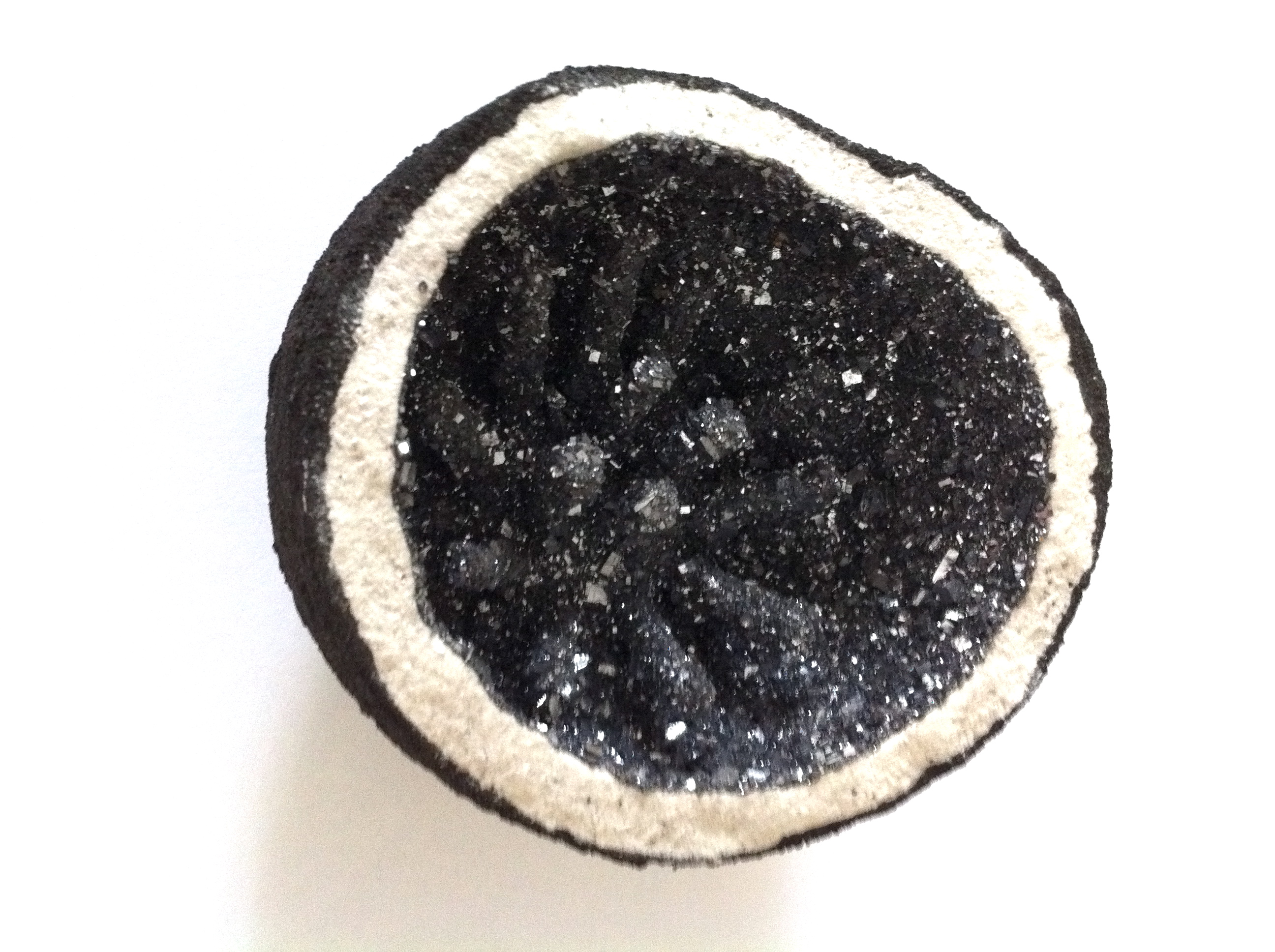
Fausse géode de galène ouverte (2/4)
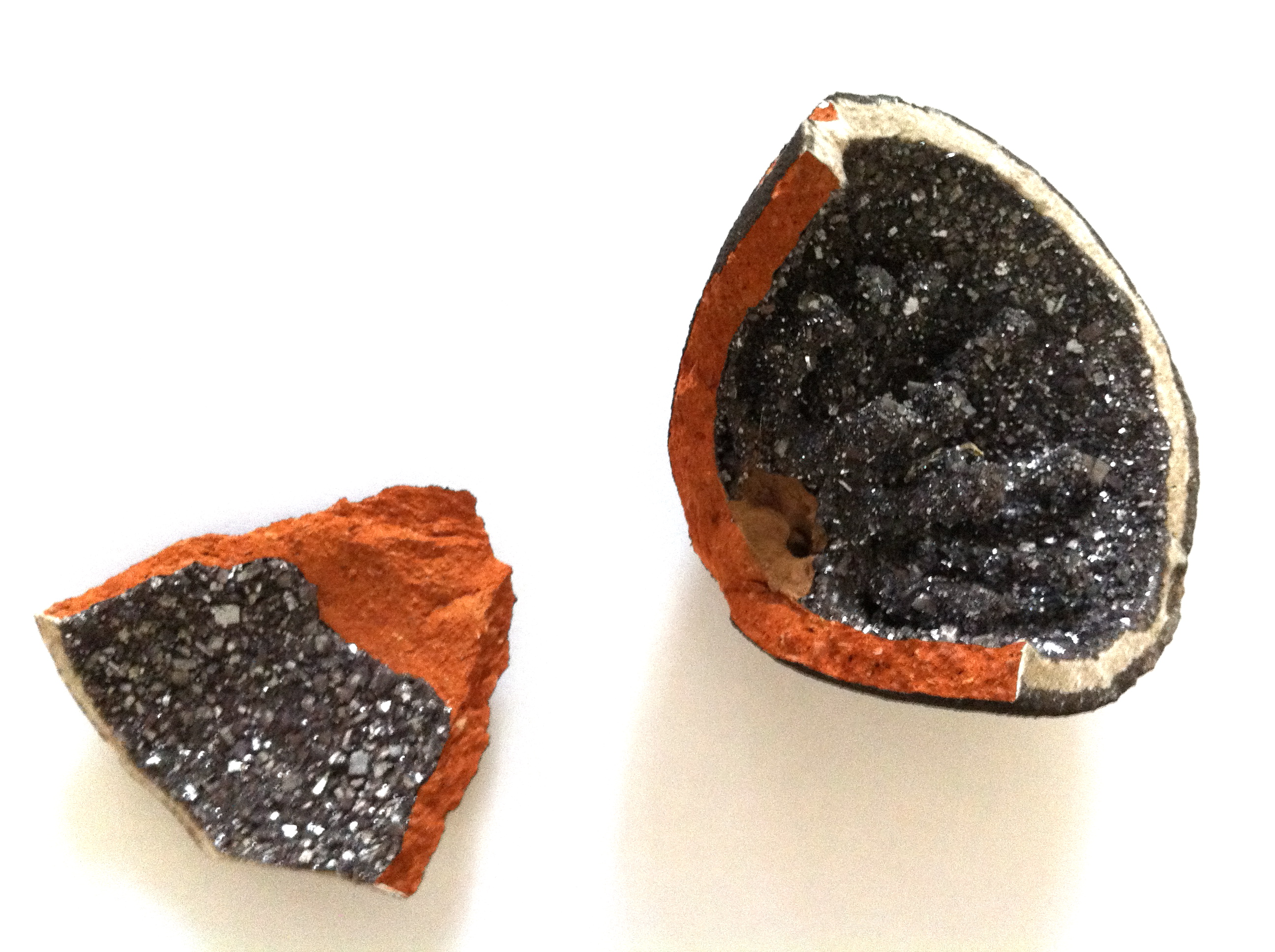
Fausse géode de galène cassée afin de voir la poterie (3/4)
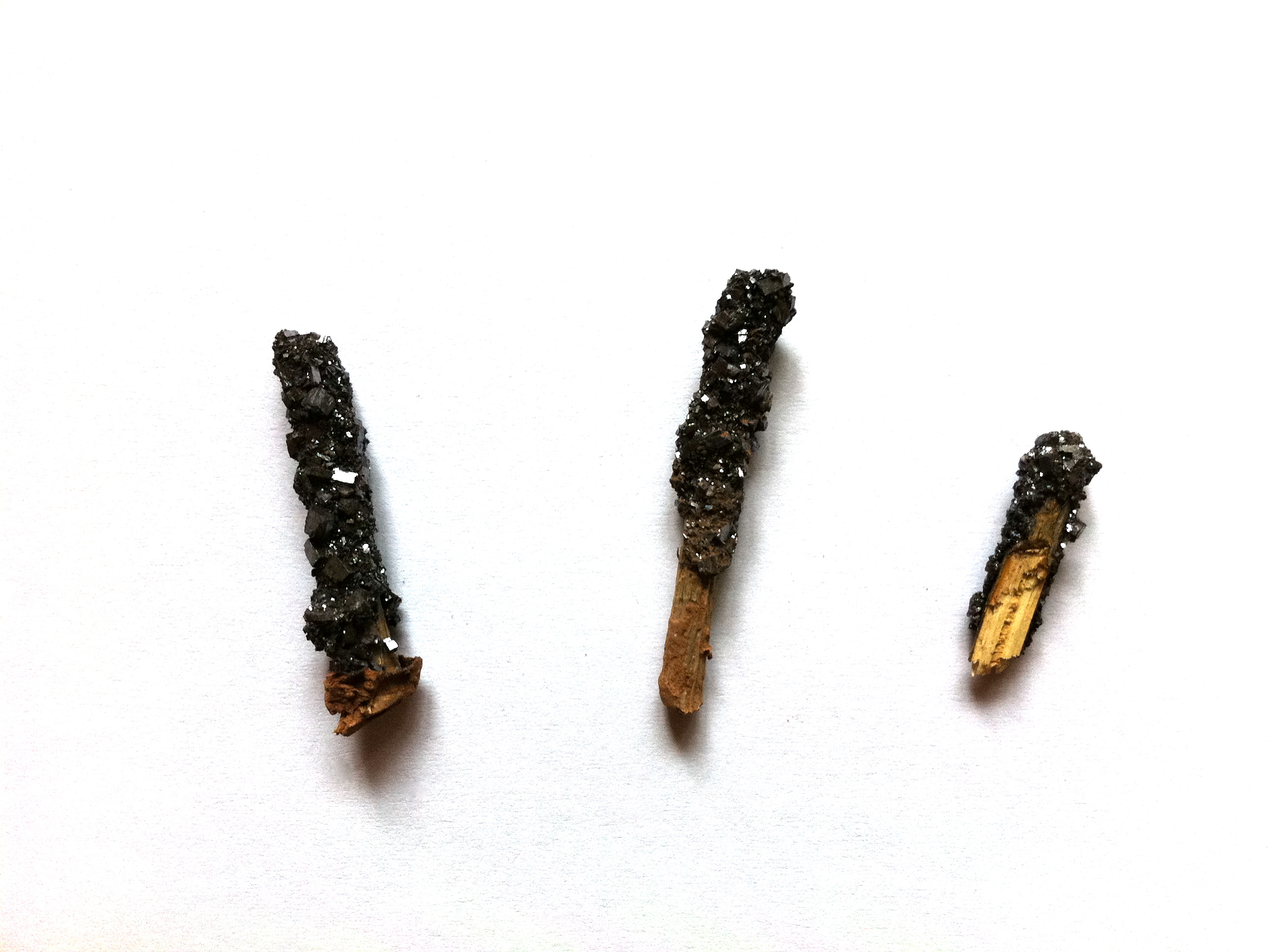
Bouts d'allumette permettant une cristallisation en pointe dans une fausse géode de galène (4/4)